# Sagres (öl)
Sagres är ett portugisiskt öl tillverkat av Sociedade Central de Cervejas e Bebidas som sedan 2008 ägs av Heineken. År 2010 hade Sagres 46 procent av den portugisiska ölmarknaden. Den största konkurrenten heter Super Bock med 43 procents marknadsandel.